# Meioneta picta
Meioneta picta är en spindelart som beskrevs av Chamberlin och Ivie 1944. Meioneta picta ingår i släktet Meioneta och familjen täckvävarspindlar. Inga underarter finns listade i Catalogue of Life.